# Giennadij Agapow
Giennadij Michajłowicz Agapow (ros. Геннадий Михайлович Агапов; ur. 5 grudnia 1933 w Królewcu, zm. 22 lipca 1999 w Jekaterynburgu) – reprezentujący ZSRR lekkoatleta, chodziarz.
Dwukrotny olimpijczyk – podczas igrzysk olimpijskich w Tokio (1964) był 12. w chodzie na 50 kilometrów z czasem 4:24:34,0, a na igrzyskach w Meksyku (1968) nie ukończył tego dystansu.
Srebrny medalista mistrzostw Europy (1966) w chodzie na 50 kilometrów. Na mistrzostwach Europy w 1969 został zdyskwalifikowany w chodzie na 20 kilometrów.
Czterokrotny rekordzista świata:
- 3:55:36 w chodzie na 50 kilometrów[a] (17 października 1965, Ałmaty), wynik ten poprawił w 1972 Bernd Kannenberg[3][4].
- 1:25:22 w chodzie na 20 kilometrów[a] (21 lipca 1968, Leningrad), wynik ten poprawił w 1972 sam Agapow[5][6].
- 1:26:45,8 w chodzie na 20 000 metrów (6 kwietnia 1969, Symferopol), wynik ten poprawił w 1970 Peter Frenkel[7].
- 1:25:19 w chodzie na 20 kilometrów[a] (7 maja 1972, Berlin Wschodni), wynik ten poprawił w lipcu 1972 Paul Nihill[5][6].

Czterokrotnie był mistrzem Związku Radzieckiego: w 1965 i 1967 w chodzie na 20 kilometrów, w 1969 na 50 kilometrów, a w 1966 w chodzie na 15 000 metrów w hali.

## Rekordy życiowe
- Chód na 50 kilometrów – 3:55:36 (1965)